# Ricardo Darín
Ricardo Alberto Darín (ur. 16 stycznia 1957 w Buenos Aires) – argentyński aktor filmowy, teatralny i telewizyjny.

## Życiorys
Syn argentyńskiej pary aktorskiej – Ricardo Darína i Renée Roxany, pochodzi z rodziny związanej ze światem rozrywki. Jego siostra Alejandra Darín została także zawodową aktorką. Mając dziesięć lat debiutował w teatrze z rodzicami. W wieku szesnastu lat występował w programach takich jak Wysoka komedia (Alta Comedia) czy Sezon powrotu (Estación Retiro).
Osiągnął popularność grając główne role w kilku serialach telewizyjnych. Najbardziej znane filmy, w których wystąpił to: Dziewięć królowych (Nueve Reinas, 2000), Syn panny młodej (El hijo de la novia, 2001), Aura (El Aura, 2005) oraz Sygnał (La Señal, 2007), który był jego reżyserskim debiutem.
Grał także na scenie m.in. w sztukach Cukier (Sugar), Osobliwa para (Extraña pareja), Taxi, Coś wspólnego (Algo en común) i Sztuka (Art).
Od 1987 jest żonaty z Florencią Bas. Mają dwoje dzieci: córkę Clarę i syna Ricardo Jr.

## Nagrody
- Srebrny Kondor (Cóndor de Plata)
  - 2000 - Najlepszy aktor - Tej samej miłości, ten sam deszcz (El mismo amor, la misma lluvia)
  - 2001 - Najlepszy aktor - Dziewięć królowych (Nueve Reinas)
  - 2002 - Najlepszy aktor - Syn panny młodej (El hijo de la novia)
  - 2006 - Najlepszy aktor - Aura (El aura)
  - 2010 - Najlepszy aktor - Aura (El secreto de sus ojos)

- Festiwalo filmów latynoamerykańskich w Biarritz (Festival de Cine Latinoamericano de Biarritz)
  - 2001 - Najlepszy aktor - Dziewięć królowych (Nueve Reinas)

- Premio del Círculo de Escritores Cinematográficos
  - 2002 - Najlepszy aktor - Syn panny młodej (El hijo de la novia)

- Nagroda im. Świętego Jerzego
  - 2002 - Najlepszy aktor zagraniczny - Syn panny młodej (El hijo de la novia, 2001), Ucieczka (La fuga, 2001) i Dziewięć królowych (Nueve Reinas, 2000)

- Nagroda na Międzynarodowym Tygodniu Kina w Valladolid (Semana Internacional de Cine de Valladolid)
  - 2004 - Najlepszy aktor - Luna de Avellaneda

## Filmografia

### Filmy fabularne
| Rok  | Tytuł                                                              | Rola                   |
| ---- | ------------------------------------------------------------------ | ---------------------- |
| 1969 | Wina (La Culpa)                                                    | Federico Ramírez       |
| 1972 | Urodziłem się w bankach (He nacido en la ribera)                   | Miguel Notari          |
| 1977 | Takie jest życie (Así es la vida)                                  | Rogelio González       |
| 1977 | Nowych cykada (La nueva cigarra)                                   |                        |
| 1978 | Rabona (La rabona)                                                 |                        |
| 1978 | Święto wszystkich (La fiesta de todos)                             |                        |
| 1979 | Sukcesy miłości (Los éxitos del amor)                              |                        |
| 1979 | Namiot miłości (La carpa del amor)                                 |                        |
| 1979 | Młodzież bez barier (Juventud sin barreras)                        |                        |
| 1979 | Plaża miłości (La playa del amor)                                  | Ricardo                |
| 1980 | Pieśń Buenos Aires (La canción de Buenos Aires)                    |                        |
| 1980 | Dyskoteka miłości (La discoteca del amor)                          | Eddie Ulmer            |
| 1981 | Otwórz w dzień i w nocy (Abierto día y noche)                      |                        |
| 1983 | Rewanż (El desquite)                                               | Silvio                 |
| 1984 | La Rosales                                                         |                        |
| 1986 | Dziwny (The Stranger)                                              | Clark Whistler         |
| 1986 | Kocham cię (Te amo)                                                | Germán                 |
| 1986 | Aby wyrazić zasadzkę (Expreso a la emboscada)                      | Porucznik Lamas        |
| 1987 | Rewanżu znajomemu (Revancha de un amigo)                           | Ariel Llanarte         |
| 1993 | Utracone przez stracone (Perdido por perdido)                      | Ernesto Vidal          |
| 1998 | Latarnia (El faro)                                                 | Andy                   |
| 1999 | Tej samej miłości, ten sam deszcz (El mismo amor, la misma lluvia) | Jorge Pellegrini       |
| 2000 | Dziewięć królowych (Nueve Reinas)                                  | Marcos                 |
| 2001 | Ucieczka (La fuga)                                                 | Domingo Santaló        |
| 2001 | Syn panny młodej (El hijo de la novia)                             | Rafael Belvedere       |
| 2001 | Samy i ja (Samy y yo)                                              | Samy Goldstein         |
| 2002 | Kamczatka (Kamchatka)                                              | Ojciec "David Vicente" |
| 2004 | Luna de Avellaneda                                                 | Román Maldonado        |
| 2005 | Aura (El aura)                                                     | Esteban Espinosa       |
| 2006 | Wychowanek wróżek (La educación de las hadas)                      | Nicolás                |
| 2007 | XXY                                                                | Kraken                 |
| 2007 | Sygnał (La señal)                                                  | Corvalán               |
| 2007 | Abrígate                                                           |                        |
| 2008 | Amorosa soledad                                                    |                        |
| 2009 | Sekret jej oczu (El secreto de sus Ojos)                           | Esposito               |
| 2015 | Truman                                                             | Julián                 |

### Telenowele/seriale TV
| Rok  | Tytuł                                                             | Rola                      |
| ---- | ----------------------------------------------------------------- | ------------------------- |
| 1977 | Tematem jest miłość (El tema es el amor)                          |                           |
| 1978 | Ty i ja, życie (Vos y yo, toda la vida)                           |                           |
| 1978 | Schody do nieba (Una escalera al cielo)                           |                           |
| 1980 | Dom lalek (Casa de muñecas)                                       |                           |
| 1981 | Jeden dzień 32 w San Telmo (Un día 32 en San Telmo)               |                           |
| 1981 | Jeśli ja jestem z wami (Me caso con vos)                          |                           |
| 1982 | My i obawy (Nosotros y los miedos)                                |                           |
| 1983 | Zaangażowanie (Compromiso)                                        |                           |
| 1987 | Stellina (Estrellita mía)                                         |                           |
| 1989 | Rebelde                                                           | Alex Alonzo               |
| 1991 | Buenos Aires, mów do mnie miłości (Buenos Aires, hablame de amor) | Bruno Santoro             |
| 1993 | Mój szwagier (Mi cuñado)                                          | Federico "Chiqui" Fornari |
| 1995 | Chiquititas                                                       | Eduardo                   |
| 1999 | Żona prezydenta (La mujer del presidente)                         |                           |
| 2000 | Czas końcowy (Tiempo final)                                       | Juan                      |
| 2001 | Ponieważ cię kocham (Porque te quiero)                            |                           |